# Alouette de Friedmann
Mirafra pulpa
Espèce
Statut de conservation UICN

 DD  : Données insuffisantes
L'Alouette de Friedmann (Mirafra pulpa) est une espèce d’oiseaux. Comme toutes les alouettes elle appartient à la famille des Alaudidae.

## Description
Cette espèce mesure 13 à 14 cm pour une masse de 22 g.

## Répartition et habitat
On la trouve au Kenya, en Éthiopie et en Tanzanie. Elle vit dans les prairies avec des buissons et évite les endroits trop secs.

## Alimentation
Cet oiseau consomme au sol des graines de graminées mais aussi de petits criquets (Acrididae), des coléoptères et d'autres insectes.